# Kammeon Holsey
Kammeon Holsey (Milledgeville, 4 settembre 1990) è un cestista statunitense.